# Úrsula Bezerra
Úrsula Siminis Bezerra da Silva (São Paulo, 13 de dezembro de 1975) é uma dubladora e diretora de dublagem brasileira, principalmente conhecida como a voz dos personagens Goku (criança) no anime Dragon Ball e Naruto Uzumaki no anime Naruto.

## Biografia
Bezerra pertence a uma família de dubladores e começou a dublar em 1982, ao lado dos irmãos Ulisses e Wendel Bezerra.

## Trabalhos

### Filmes
- O Pequeno Urso (Pequeno Urso)[3]
- O Grilo Feliz e os Insetos Gigantes[6]
- Naruto: The Last (Naruto Uzumaki)
- Dragon Ball Daima (Goku pequeno)[7]

### Direção de dublagem
- Dr. House[8]

## Prêmios e indicações
- Prêmio Yamato

Em 2008, recebeu o Prêmio Yamato, considerado o Oscar da dublagem, por seu trabalho fazendo a voz do personagem Naruto. Em 2009, foi indicada como Melhor Dubladora de Protagonista pelo mesmo papel. Voltou a ser indicada como Melhor Dubladora de Anime na edição de 2011, novamente por Naruto.